# Hames-Boucres
Hames-Boucres är en kommun i departementet Pas-de-Calais i regionen Hauts-de-France i norra Frankrike. Kommunen ligger i kantonen Guînes som tillhör arrondissementet Calais. År 2022 hade Hames-Boucres 1 428 invånare.

## Befolkningsutveckling
Antalet invånare i kommunen Hames-Boucres
| Referens: INSEE |